# Teatrul Dramatic „Fani Tardini” din Galați
Teatrul Dramatic „Fani Tardini”este o instituție culturală din municipiul Galați.